# Abdij van Quedlinburg
De abdij van Quedlinburg was een tot de Oppersaksische Kreits behorende abdij binnen het Heilige Roomse Rijk, gesitueerd in het historisch stadscentrum van Quedlinburg, een stad tegenwoordig gelegen in de Duitse deelstaat Saksen-Anhalt.
Na de dood van de Oost-Frankische koning Hendrik de Vogelaar in 936 kreeg de koningin-weduwe Mathildis van Ringelheim de toestemming van haar zoon Otto I om een sticht voor kanunnikessen op te richten bij Quedlinburg, nu in Saksen-Anhalt. De eerste abdis was de dochter van Otto I, Mathilde van Quedlinburg. Na haar dood in 999 werd de dochter van Keizer Otto II abdis. Otto I verleende het sticht de immuniteit, waardoor het sticht onafhankelijk werd van de bisschop van Halberstadt, ze hoefden enkel rekenschap geven aan de paus. Alle kerken in Quedlinburg stonden onder het gezag van de abdis. Ook kon de abdis een klein territorium vormen. In 1273 kwam de voogdij aan de graven van Regenstein. Pas tijdens de Hohenstaufen werd de band tussen het sticht en de keizers zwakker.
In 1477 kwam het sticht onder de protectie van de hertogen van Saksen. De hertogen bezetten de stad, maar erkenden de landshoogheid van de abdis. Na 1485 ligt de protectie bij de albertijnse linie van het Saksische Huis.
In 1539 werd de reformatie ingevoerd en werd Quedlinburg omgezet in een evangelisch vrij-wereldlijk sticht. Sinds 1663 had het sticht een zetel in de Rijksdag.
In 1697 verkocht het keurvorstendom Saksen de protectie-rechten af aan het keurvorstendom Brandenburg.
Paragraaf 3 van de Reichsdeputationshauptschluss van 25 februari 1803 voegde de abdij Quedlinburg bij het koninkrijk Pruisen.
Nadat Pruisen in de Vrede van Tilsit van 1807 al zijn gebieden ten westen van de Elbe had moeten afstaan, werd het voormalige abdijvorstendom bij het koninkrijk Westfalen gevoegd. Na de napoleontische nederlagen werd het Pruisische gezag door het Congres van Wenen in 1815 hersteld.
De voormalige abdij is thans gekend als het kasteel Quedlinburg en werd tijdens de 18e sessie van de Commissie voor het Werelderfgoed in 1994 erkend als UNESCO werelderfgoed en toegevoegd aan de werelderfgoedlijst.

## Regenten
- 936- 966: Mathilde van Ringelheim (vrouw van koning Hendrik de Vogelaar, stichteres)
- 966- 999: Mathilde van Quedlinburg (dochter van Otto I)
- 999-1045: Adelheid I van Quedlinburg (dochter van Otto II)
- 1046-1061: Beatrix I van Franken (dochter van keizer Hendrik III)
- 1063-1095: Adelheid II van Franken (dochter van keizer Hendrik III)
- 1106 : N.N. van Reinhausen
- 1110-1125: Agnes I
- 1134-1137: Gerberga
- 1138 1160: Beatrix II van Winzenberg
- 1160-1161: Meregard
- 1161 1184: Adelheid III, paltsgravin van Saksen
- 1184-1203: Agnes II van Meissen
- 1203-1224: Sophia van Brehna
- 1224-1230: Bertrade I van Krosigk
- 1230-1231: Kunigunde van Kranichfeld
- 1231-1232: Osterlinde van Falkenstein
- 1233-1270: Gertrude van Amfurt
- 1270-1286: Bertrade II
- 1286-1308: Bertrade III
- 1309-1347: Jutta van Kranichfeld
- 1347-1348: Irmgard I van Stolberg
- 1348-1353: Ludgard van Stolberg
- 1354-1362: Agnes III van Schrapelan
- 1362-1375: Elisabeth I van Hakeborn
- 1377-1379: Margarethe van Schrapelan
- 1380-1405: Irmgard II van Kirchberg
- 1405-1435: Adelheid IV van Isenburg
- 1435-1458: Anna I von Plauen
- 1458-1511: Hedwig van Saksen
- 1511-1514: Magdalena van Anhalt
- 1514-1574: Anna II van Stolberg, dochter van Anna van Eppstein-Königstein[1]
- 1574-1584: Elisabeth II van Regenstein
- 1584-1601: Anna III van Stolberg
- 1601-1610: Maria van Saksen
- 1610-1617: Dorothea van Saksen
- 1618-1645: Dorothea Sophia van Saksen
- 1645-1680: Anna Sophia I van Palts-Birkenfeld
- 1681-1683: Anna Sophia II van Hessen-Darmstadt
- 1684-1704: Anna Dorothea van Saksen-Weimar
- 1704-1710: Magdalena Sybilla van Saksen-Weissenfels
- 1710-1755: Maria Elisabeth van Holstein-Gottorp
- 1755-1787: Anna Amalia van Pruisen
- 1787-1803: Sophia Albertina van Zweden